# 창원 성덕암 예념미타도량참법
창원 성덕암 예념미타도량참법(昌原 成德庵 禮念彌陀道場懺法)은 대한민국 경상남도 창원시, 성덕암에 있는 조선시대의 불경이다. 2014년 3월 20일 경상남도 유형문화재 제562호로 지정되었다.

## 지정 사유
「예념미타도량참법」은 아미타불의 원력에 의해 서방 극락정토로 왕생을 염원하는 이들을 위한 입문서로서 염불신앙의 핵심이 요약되어 있다.
1376년에 간행된 판본인 보물 1320이 계명대학교 동산도서관에서 확인된다. 1474년(成宗 5)에 세조비 정희대왕대비가 성종비 공혜왕후 한씨의 명복을 빌기 위해 간행한 판본이 목아불교박물관(보물1144)이나 개인(보물1165) 소장본으로 확인된다.
1503년에 간행된 판본은 직지사 성보박물관(보물1241)에 소장되어 있고 1542년 石頭寺本은 <고려대 도서관>과 <서울대 도서관>에서도 확인된다.
본서(本書)와 동일한 간본(刊本)인 1576년(선조 9)에 개판한 ?예념미타도량참법」이 <고려대 도서관>에 소장되어 있다. 이외에도 1610년에 간행된 것은 <동국대 도서관>에서 확인된다.
본서(本書)는 ‘1576년’이라는 명확한 간행 기록(刊記)과 시주자들이 상세히 알 수 있는 기록들이 남아 있고 인출 및 보관상태가 양호한 책이다.
임진왜란(1592년)을 기점으로 하여 16여년 이전에 간행된 귀중본으로 당시 인쇄술을 연구하는데 중요한 자료이다.

## 참고 자료
- 창원 성덕암 예념미타도량참법 - 국가유산청 국가유산포털